# Lordiphosa deqenensis
Lordiphosa deqenensis är en tvåvingeart som beskrevs av Zhang 1993. Lordiphosa deqenensis ingår i släktet Lordiphosa och familjen daggflugor. Inga underarter finns listade i Catalogue of Life.